# 1960 en Finlande
Chronologie de la Finlande
- 1956
- 1957
- 1958
- 1959
- 1960
- 1961
- 1962
- 1963
- 1964

Cette page concerne les évènements survenus en 1960 en Finlande  :

## Évènement
- 5 juin : Meurtres du lac Bodom
- 15 juin : Élection législative d'Åland (en)
- Entre le 1er novembre et le 23 décembre : Homicide d'Oven (en)

## Sport
- Championnat de Finlande de football 1960
- 18-28 février : Participation de la Finlande aux Jeux olympiques d'hiver de Squaw Valley
- 25 août-11 septembre : Participation de la FFinlande aux Jeux olympiques d'été de Rome

## Création
- Katso (en) (magazine)
- Musan Salama (en) (club de football)
- Rautaruukki (entreprise)
- Ruokatieto (en) (association)
- Trio Laiho

## Naissance
- Anna-Lea Kopperi (fi), artiste.
- Kirsti Narinen (fi), diplomate.
- Heikki Räsänen (fi), sculpteur.
- Jukka Salmela (fi), acteur.
- Jarmo Vähä-Savo (fi), chef cuisinier.

## Décès
- Helena Eeva (fi), chanteuse lyrique.
- Linda Helenius (fi), missionnaire.
- Selim Isakson (fi), militaire.
- Vilho Nenonen (fi), militaire.
- E. J. Nyström (fi), mathématicien.